# Плем'я Завулона
Пле́м'я Завуло́на (івр. שֵׁבֶט זְבוּלֻן‬‬, Shevet Zevulun; лат. tribus Zabulon)  —  одне з племен (колін) Ізраїлевих. Згідно Біблії, виводило свій родовід від Завулона, шостого та останнього з синів патріарха Якова від Лії. Під час розділу Палестини воно отримало від Ісуса Навина найкращу частину землі на її північному заході між Галілейським озером і Середземним морем з родючою рівниною і містами Вифлеєм, Назарет, Кана, Тіверіади та інші. Це плем'я виділялося войовничістю і хоробрістю.
Для християнства земля Завулонова завжди матиме особливо високе значення, як головне місце земної діяльности Ісуса Христа. На теренах володінь покоління Завулонова лежали Вифлеєм, Назарет, Кана Галилейська, Тіверіади, гора Фавор.